# Trans-World-Airlines-Flug 128
Trans-World-Airlines-Flug 128 (Flugnummer: TW128, Funkrufzeichen TWA 128) war ein Linienflug der Trans World Airlines von Los Angeles nach Cincinnati. Am 20. November 1967 verunglückte auf diesem Flug die Convair CV-880-22-1 N821TW der Trans World Airlines, als die Piloten die Maschine kurz vor der Landung zwei Kilometer vor dem Zielflughafen ins Gelände lenkten. Bei dem Zwischenfall kamen 70 der 82 Personen an Bord ums Leben. Bis zum Cathay-Pacific-Flug 700Z handelte es sich um den schwersten Flugunfall einer Convair CV-880.

## Flugzeug
Bei der Maschine handelte es sich um eine Convair CV-880-22-1 mit der Werknummer 22-00-27, deren Roll-Out am 20. Dezember 1960 erfolgt war. Am 8. Januar 1961 wurde die Maschine neu an die Trans World Airlines ausgeliefert, am 12. Januar 1961 wurde sie mit dem Luftfahrzeugkennzeichen N821TW und der Flottennummer 8821 in Betrieb genommen. Das vierstrahlige Mittelstrecken-Schmalrumpfflugzeug war mit vier Turbojettriebwerken des Typs General Electric CJ-805-3 ausgestattet. Bis zum Zeitpunkt des Unfalls hatte die Maschine eine Gesamtbetriebsleistung von 18.850 Betriebsstunden absolviert.

## Passagiere und Besatzung
Den Flug von Los Angeles nach Cincinnati hatten 75 Passagiere angetreten. Die Besatzung war siebenköpfig und bestand aus einem Flugkapitän, einem Ersten Offizier, einem Flugingenieur und vier Flugbegleiterinnen:
- Der 45-jährige Flugkapitän Charles L. Cochran war im Besitz von Musterberechtigungen für die Flugzeugtypen Lockheed Constellation, Convair CV-880 und Convair CV-990. Er verfügte über 12.895 Stunden Flugerfahrung, von denen er 1.390 Stunden im Cockpit der Convair CV-880 absolviert hatte.
- Der 33-jährige Erste Offizier Robert P. Moyers war im Besitz von Musterberechtigungen für die Convair CV-880 und die Boeing 377. Er verfügte über 2.647 Stunden Flugerfahrung, davon 447 Stunden mit der Convair CV-880.
- Der 29-jährige Flugingenieur Jerry L. Roades verfügte über 3.479 Stunden Flugerfahrung als Pilot, von denen er jedoch keine in der Convair CV-880 absolviert hatte. Als Flugingenieur an Bord der Convair CV-880 hatte er 288 Dienststunden abgeleistet.

## Flugplan
Flug TW128 war ein planmäßiger Inlandsflug vom internationalen Flughafen Los Angeles, Kalifornien, nach Boston, Massachusetts, mit Zwischenstopps in Cincinnati, Ohio und Pittsburgh, Pennsylvania.

## Unfallhergang
Der Abflug von Los Angeles verzögerte sich aufgrund eines Komponentenwechsels. Das Flugzeug war zum Zeitpunkt des Abflugs lufttüchtig. Der einzige Mangel an der Maschine war ein funktionsunfähiger Generator, der keinen Einfluss auf diesen Unfall hatte. Die Maschine hob um 14:37 Uhr Ortszeit in Los Angeles ab. Der Flug nach Cincinnati verlief zunächst ohne besondere Vorkommnisse. Der Sinkflug aus Reiseflughöhe in das Gebiet von Cincinnati verzögerte sich aufgrund von Verkehrskonflikten und wurde näher am Ziel als normal eingeleitet. Die Besatzung musste den Sinkflug mit einer höheren als der normalen Geschwindigkeit in Richtung des anfänglichen Anflugfixes durchführen. Die Besatzung besprach die Technik, mit der sie die Sinkgeschwindigkeit erhöhen würde, und es zeigte sich, dass sie entspannt, unbesorgt und innerhalb der festgelegten Betriebsgrenzen des Flugzeugs operierten. Als die Besatzung meldete, dass sie die Flughöhe von 15.500 Fuß verlasse, wurden im Cockpit Bemerkungen über die Schnelligkeit des Sinkflugs und die Hoffnung gemacht, dass es sich offenbar um eine dünne Schicht handeln würde, offenbar in Bezug auf die zugrunde liegenden Wolkenbedingungen. Die Besatzung überprüfte die Enteisungsausrüstung und die Gespräche zwischen den Besatzungsmitgliedern ergaben, dass ihnen keine Unstimmigkeiten in Bezug auf dieses System bekannt waren. Als die Maschine an die Anflugkontrolle übergeben wurde, versäumte diese es, der Besatzung die aktuelle Höhenmessereinstellung von 30,07 anstelle der 30,06 Inch Hg. mitzuteilen. Kurz nachdem die Besatzung einen Funkspruch an ein anderes Flugzeug mit der aktuellen Höhenmessereinstellung von 30.07 gehört hatte, stellten sie diese Einstellung auf ihren Höhenmessern ein und überprüften diese.
Es war ursprünglich ein ILS-gestützter Anflug auf die Landebahn 18 des Flughafens Greater Cincinnati geplant. Das äußere Funkfeuer für die Landebahn 18 war betriebsbereit, aber das mittlere Funkfeuer, der Gleitpfad und die Landebahnbeleuchtung waren nicht funktionsfähig. Unter diesen Bedingungen wäre es angemessen gewesen, dass die Piloten die Mindestanflughöhe von 390 Metern über dem Meeresspiegel gehalten hätten, bis sie Sichtkontakt mit der Landebahn herstellen konnten.
Um 20:56 Uhr meldete die Besatzung, das äußere Einflugzeichen (Outer Marker) überflogen zu haben. Die Piloten erhielten anschließend die Freigabe zur Landung. Die Besatzung begann dann den Sinkflug und ging die Checkliste für die Landung durch. Die Maschine sank auf eine Höhe von 267 Meter und streifte dort zunächst Bäume an einer Stelle in 2.852 Metern Entfernung zur Landebahn 18 und 131 Meter rechts der Anfluggrundlinie. Der erste Aufprall wurde von einer überlebenden Flugbegleiterin als harte Landung beschrieben, es folgten eine Reihe von harten Aufschlägen und der endgültige Aufprall der Maschine auf dem Boden. Keiner der Überlebenden erinnerte sich an eine Erhöhung der Triebwerksleistung. Der Unfall ereignete sich um 20:57 Uhr bei Dunkelheit in einem Gebiet mit Schneefall.
Die Endposition der Maschine befand sich in einem Waldgebiet 2.096 Meter vor der Landebahn. Die Maschine brach beim Aufprall auseinander und ging in Flammen auf. Von den 82 Personen an Bord des Flugzeugs wurden 60 sofort getötet, weitere zehn starben in den Tagen nach dem Absturz. Unter den Toten befanden sich fünf Besatzungsmitglieder und 65 Passagiere. Zwölf Personen, darunter zwei Besatzungsmitglieder und zehn Passagiere, überlebten schwerverletzt. Einer der überlebenden Passagiere berichtete, dass der Rumpf der Maschine kurz vor seiner Sitzreihe auseinandergebrochen sei. Er habe die Maschine dann durch den Riss verlassen. Kurz darauf sei die Convair explodiert.

## Ursache
Das National Transportation Safety Board untersuchte den Unfall. Die Ermittler stellten fest, dass die wahrscheinliche Ursache des Unfalls ein Fehler seitens der Besatzung gewesen war. Diese habe bei dem Versuch, unter schwierigen Wetterbedingungen und bei Nacht einen visuellen Anflug ohne Gleitpfad vorzunehmen, nicht den Höhenmesser gegengeprüft.

## Folgen

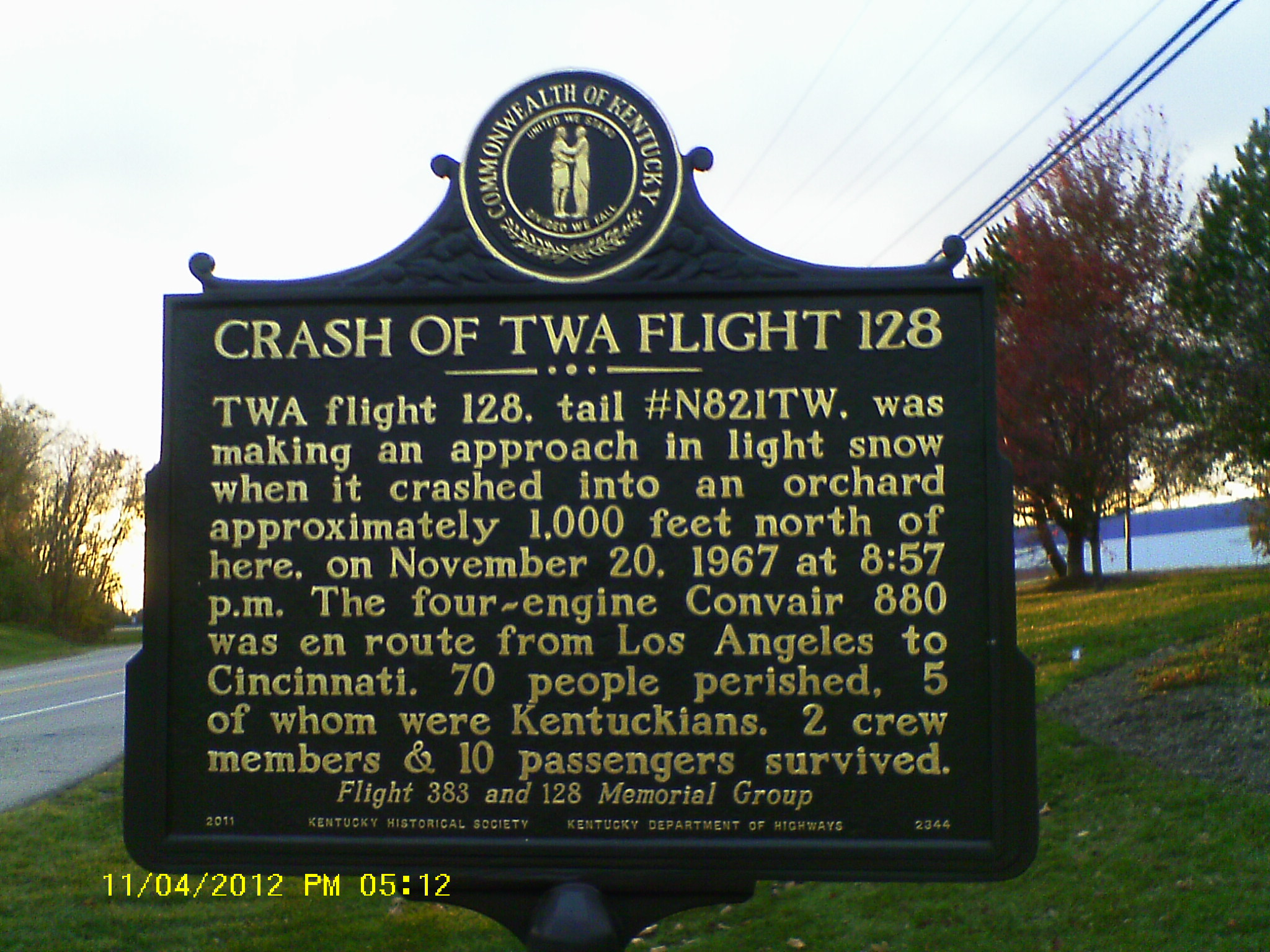
Die Gedenktafel in Hebron, Kentucky

Der Gouverneur von Ohio, Jim Rhodes, beantragte die Schließung der Landebahn 18. Nach der Wiedereröffnung der Landebahn wurden auf Empfehlung des National Transportation Safety Board Starklichter rundherum am Hang installiert.

## Gedenken
In Hebron, Kentucky wurde eine Gedenktafel errichtet.

## Kontext
Der Unfall ereignete sich zwei Wochen, nachdem auf demselben Flughafen eine weitere Maschine der Trans World Airlines, eine Boeing 707, nach einem Startabbruch verunglückt war, wobei ein Passagier starb (siehe auch Trans-World-Airlines-Flug 159).